# وینسنت ونترسکا
وینسنت ونترسکا (انگلیسی: Vincent Ventresca؛ زادهٔ ۲۹ آوریل ۱۹۶۶) یک هنرپیشه اهل ایالات متحده آمریکا است. وی از سال ۱۹۹۱ میلادی تاکنون مشغول فعالیت بوده‌است.
از فیلم‌ها یا برنامه‌های تلویزیونی که وی در آن نقش داشته است می‌توان به تجدید دیدار دبیرستانی رومی و میشل، خط صورتی نازک و نقطه شکست اشاره کرد.